# Live Sentence
Live Sentence är ett livealbum av hårdrocksgruppen Alcatrazz. Det spelades in sommaren 1984 under en konsert i Tokyo och gavs ut senare samma år. Den släpptes även på vhs och senare på dvd.

## Låtlista
1. "Too Young to Die, Too Drunk to Live" - 4:47
2. "Hiroshima Mon Amour" - 4:13
3. "Night Games" - 3:28
4. "Island in the Sun" - 4:10
5. "Kree Nakoorie" - 6:53
6. "Coming Bach" - 0:53
7. "Since You've Been Gone" - 3:33
8. "Evil Eye" - 5:13
9. "All Night Long" - 5:46

## Medverkande
- Graham Bonnet - sång
- Yngwie Malmsteen - gitarr
- Gary Shea - bas
- Jan Uvena - trummor
- Jimmy Waldo - keyboards